# مارسيلو غاياردو
مارسيلو غاياردو (بالإسبانية: Marcelo  Gallardo) مواليد 18 يناير 1976 في بوينس آيرس، الأرجنتين، هو لاعب كرة قدم أرجنتيني سابق كان يلعب كلاعب وسط. سبق له أن لعب في كأس العالم لكرة القدم مع منتخب بلاده. فاز بميدالية أوليمبية في مسابقة كرة القدم. لعب خلال مسيرته 414 مباراة سجل خلالها 90 هدفاً.وفي 2023 18 نوفمبر ومدرب سابق في نادي الاتحاد السعودي، وحاليا مع نادي ريفر بليت الارجنتيني

## مسيرته الكروية
لعب مارسيلو غالاردو خلال مسيرته الاحترافية مع 5 أندية في واحد وعشرون موسمًا وسجل خلالها 77 هدفًا ضمن 366 مباراة. حيث فاز في موسم واحد بالكأس وفي سبعة مواسم بالدوري.
خاض مارسيلو غالاردو مسيرته مع نادي ريفر بليت في موسم 1992–93 في المرة الأولى ليلعب معه خمسة مواسم ثم في موسم 2003–04 ليلعب معه ستة مواسم ثم في موسم 2008–09 ولمدة موسمين، مشاركًا طوالها في 214 مباراة سجل خلالها 50 هدف. ثم انتقل إلى نادي موناكو في موسم 1999–00 ليلعب معه أربعة مواسم، حيث شارك في 103 مباراة سجل خلالها 18 هدفًا. لينتقل بعدها إلى نادي باريس سان جيرمان في موسم 2006–07 ولمدة موسمين، مشاركًا في 22 مباراة سجل خلالها هدفين. ثم انتقل إلى نادي دي.سي. يونايتد ما بين عامي 2008 و2009 لمدة موسم واحد، مشاركًا في 15 مباراة سجل خلالها 4 أهداف. هذا وانتقل لاحقًا إلى نادي ناسيونال مونتيفيديو في موسم 2010–11 لمدة موسم واحد، مشاركًا في 12 مباراة سجل خلالها 3 أهداف.
مسيرته التدريبية
وفي 18 نوفمبر 2023 أعلن نادي الاتحاد السعودي تعيين مارسيلو غاياردو مدرباً للفريق.

## روابط خارجية
- مارسيلو غالاردو على موقع الاتحاد الدولي (مؤرشف)  (الإنجليزية)
- مارسيلو غالاردو على موقع الدوري الأمريكي (الإنجليزية)
- مارسيلو غالاردو على موقع إي إس بي إن إف سي (الإنجليزية)
- مارسيلو غالاردو على موقع قاعدة بيانات كرة القدم.إي يو (الإنجليزية)
- مارسيلو غالاردو على موقع ليكيب (الفرنسية)
- مارسيلو غالاردو على موقع ناشيونال فوتبول تيمز (الإنجليزية)
- مارسيلو غالاردو على موقع Soccerbase.com (لاعب) (الإنجليزية)
- مارسيلو غالاردو على موقع Soccerway.com (الإنجليزية)
- مارسيلو غالاردو على موقع عالم كرة القدم.نت (الإنجليزية)
- مارسيلو غالاردو على موقع أوليمبيديا (الإنجليزية)